# 謝索佩洛
謝索佩洛是瑞士的城鎮，位於該國西部，由弗里堡州負責管轄，面積1.62平方公里，海拔高度620米，2011年人口120，七成半人口信奉羅馬天主教，人口密度每平方公里74人。

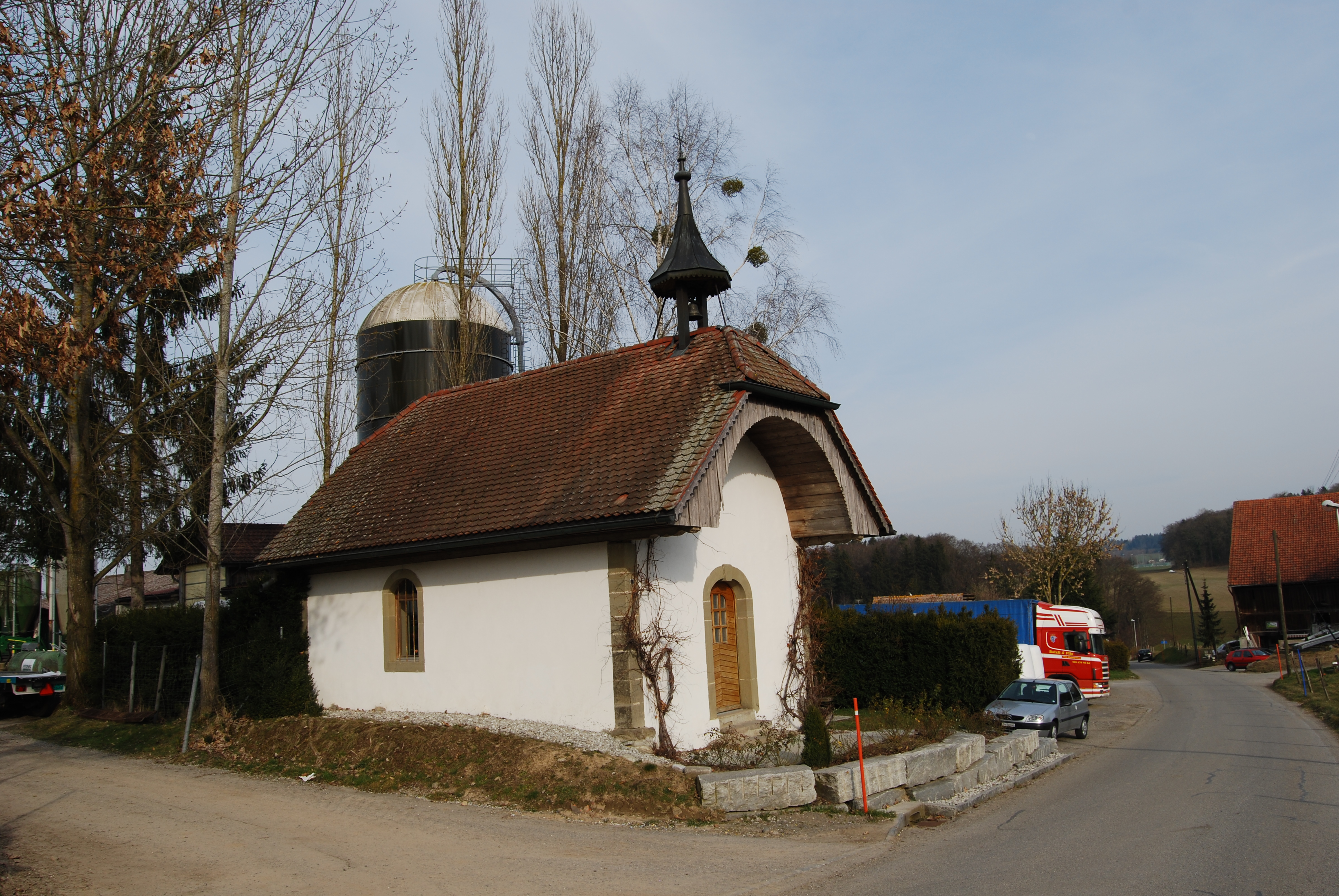
謝索佩洛